# 国立古宮博物館

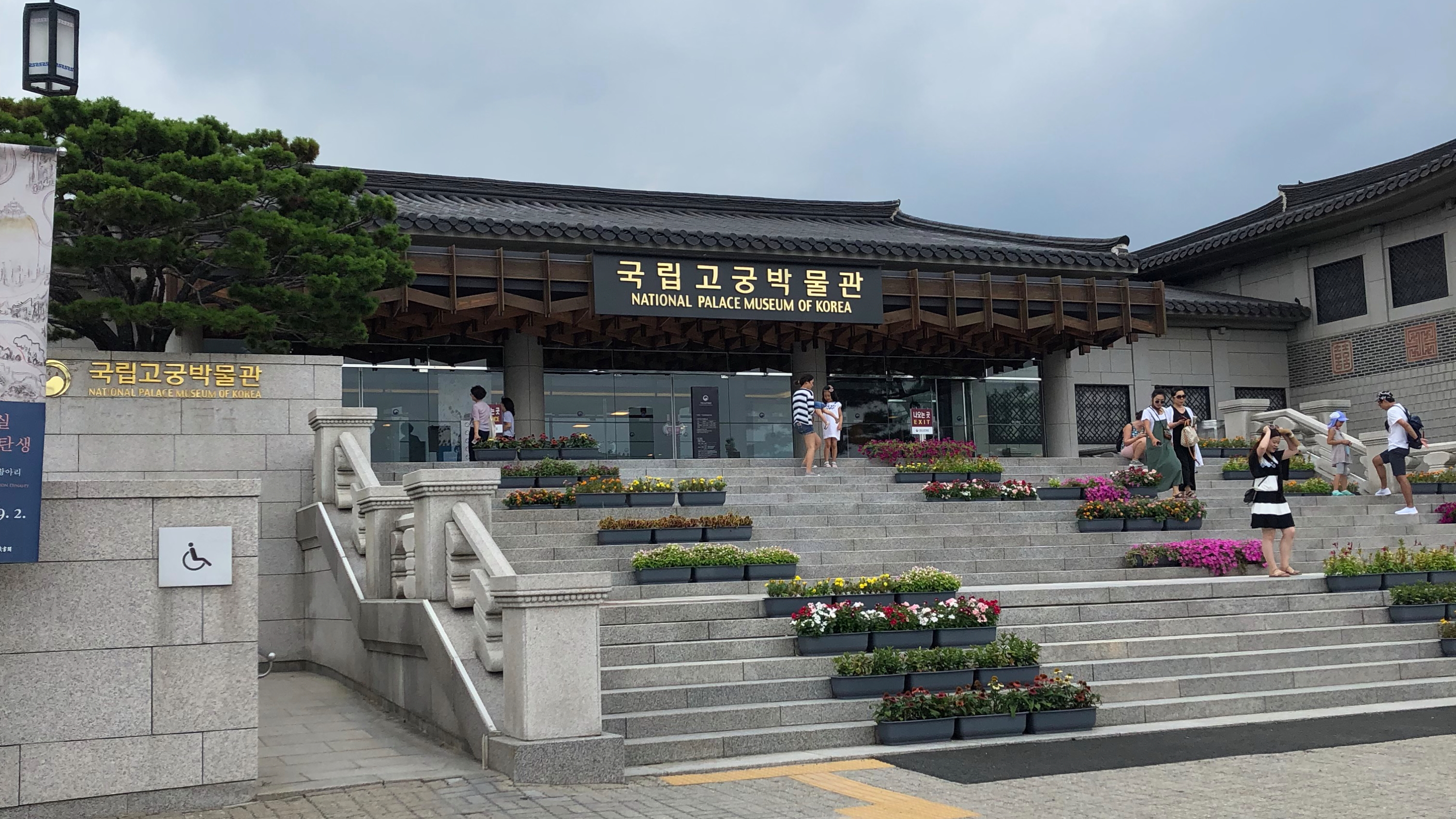
入口付近

国立古宮博物館（こくりつこきゅうはくぶつかん、朝: 국립고궁박물관、國立古宮博物館）は、大韓民国ソウル特別市にある文化財庁傘下の国立博物館。

## 沿革
- 1908年9月、大韓帝国純宗治下で、「昌慶宮内帝室博物館」として発足。
- 1910年8月、日韓併合に伴い「李王家博物館」に改称。
- 1946年3月、「徳寿宮美術館」に改称。
- 2005年、国立古宮博物館開館（2階5展示室、3課26名）。
- 2007年11月、国立古宮博物館全館開館（地下1階、地上2階、12展示室）。[1]

景福宮の敷地南西にあり、李氏朝鮮王朝における遺物の収集・所蔵・展示、王室文化の紹介を行なっている。

## 交通
- ソウル交通公社3号線景福宮駅（5番出口）、ソウル交通公社5号線光化門駅（1番出口）